# Ochthebius attritus
Ochthebius attritus är en skalbaggsart som beskrevs av Leconte 1878. Ochthebius attritus ingår i släktet Ochthebius och familjen vattenbrynsbaggar. Inga underarter finns listade i Catalogue of Life.